# ジェームス・ギャンブル
ジェームス・ギャンブル（James Gamble、1803年4月3日 - 1891年4月29日）は、アイルランド出身のアメリカ合衆国の実業家である。ウィリアム・プロクターとともにプロクター・アンド・ギャンブル(P&G)を創業した。

## 若年期
ギャンブルは1803年4月3日にアイルランドのエニスキレン近郊のグラーンで生まれた。
1819年、両親とともにアメリカに移住した。一家はオハイオ川を下りイリノイ州へ向かう船に乗っていたが、オハイオ州シンシナティに着いた時にギャンブルが病気になったため、一家はシンシナティに留まった。シンシナティで父親は保育園を設立し、ギャンブルは後に石鹸職人に弟子入りした。1824年にケニオン大学を卒業し、1828年に独立して自分の石鹸工場を構えた。

## プロクター・アンド・ギャンブル
ギャンブルは、姻戚関係にあったウィリアム・プロクターと事業を起こした。ギャンブルの妻エリザベスとプロクターの妻オリビアは姉妹だった。1837年、ギャンブルの義父アレクサンダー・ノリスが2人に事業を行うことを提案し、それによりプロクター・アンド・ギャンブルが設立された。

## 死去
ギャンブルは1891年4月29日にシンシナティの自宅で病死した。遺体はシンシナティのスプリング・グローブ霊園に埋葬された。プロクターも同じ墓地に埋葬されている。

## 私生活
ギャンブルと妻エリザベス（旧姓ノリス）の間には10人の子供がいた。そのうちの一人のジェームス・ノリス・ギャンブル（1836年8月9日 - 1932年7月2日）は、P&Gを代表する石鹸のブランド「アイボリー」の製造法を考案し、後にP&Gの副社長となった。その弟のデイヴィッド・ギャンブルは、カリフォルニア州パサデナにギャンブルハウスを建てた。
ギャンブルの孫のウィリアム・ギャンブルは、ドイツ生まれのメソジスト指導者ウィリアム・ナストの娘のフランゼスカ（ファニー）・ウィルヘルミナ・ナストと結婚した。ウィリアム・ギャンブルはシンシナティにおけるメソジストの最大の支持者であり、シンシナティにメソジスト教会を建設するための寄付を行った。